# Qaqqaq Kershaw
De Qaqqaq Kershaw (ook wel: Dome) is met een hoogte van 3683 meter de op een na hoogste berg van Groenland en ligt in het Watkinsgebergte tussen Ittoqqortoormiit en Tasiilaq.